# Guillaume Meignan
Pour les articles homonymes, voir Meignan.
 (mars 2018).
Guillaume René Meignan est un cardinal français né le 12 avril 1817 à Denazé (Mayenne) et mort à Tours (Indre-et-Loire) le 20 janvier 1896.
Il est le neveu du missionnaire Jean-Baptiste-René Rabeau et occupe successivement les fonctions d'évêque de Châlons, d'Arras, d'archevêque de Tours et de cardinal.

## Biographie
Guillaume René Meignan naît le 12 avril 1817 dans le Royaume de France sous la Seconde Restauration au manoir de Chauvigné situé sur le territoire de la commune de Denazé dans le département de la Mayenne.
Plusieurs membres de sa famille ont souffert pour la foi pendant la Révolution française. Françoise Rabeau, sa mère, fait le voyage de Laval pour obtenir la liberté de ses parents, et est une chrétienne formée par les jansénistes, dit son fils, qui n'en a jamais eu le rigorisme. Sa mère vient se fixer à Laval pour veiller plus efficacement sur l'éducation de ses enfants. Du petit-collège de Haute-Folie, fondé vers 1806 par le père Antonin Regal, Meignan passe au lycée d'Angers (Maine-et-Loire), puis au collège de Château-Gontier. Au Mans (Sarthe), où il fait ses études théologiques, il reçoit la tonsure le 23 mai 1836, et le sacerdoce le 14 juin 1840, déjà professeur de troisième au collège de Tessé.

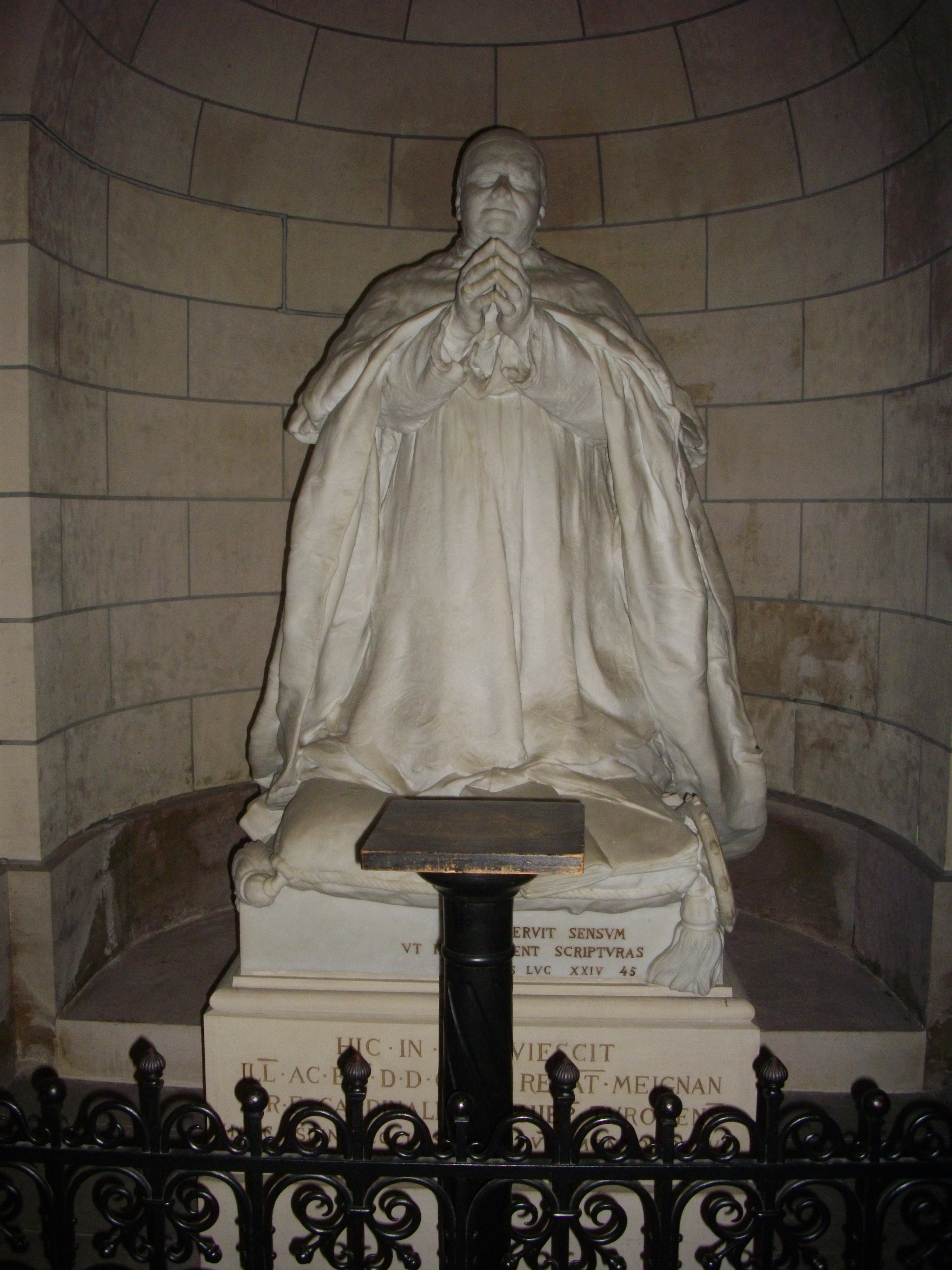
Statue représentant Meignan dans la crypte de la basilique Saint-Martin de Tours.

Il va dès lors suivre à Paris les cours de Victor Cousin, et du mois d'avril 1842 au mois de mai 1843, fréquente les universités allemandes de Munich, Dresde, Leipzig et Berlin. Vicaire à l'église Saint-Jacques-du-Haut-Pas, il débute par quelques articles sur les questions sociales dans l'Univers, devient vicaire à Saint-Roch en 1845, préfet des études à Notre-Dame-des-Champs en 1846, collabore au Correspondant, obtient l'aumônerie de la maison royale de la Légion d'honneur à Saint-Denis en 1847, est républicain aussi longtemps que dure la IIe république, redevient vicaire à Saint-Louis-d'Antin en 1851, à Saint-Joseph en 1852, à Saint-André-d'Antin en 1853, à Sainte-Clotilde avec le titre de rapporteur des conférences ecclésiastiques en 1857, et enfin, par la protection d'Henry Maret, professeur d'Écriture sainte à la Sorbonne en 1861.
Désormais bien vu aux Tuileries, il ne reçoit de Georges Darboy le titre de grand vicaire en 1863, que pour être promu au siège de Châlons (septembre 1864). À sa consécration le 1er mai 1865, l'archevêque se trouve malade et laisse achever la cérémonie par Maret. Duruy nomme aussitôt le nouvel évêque membre du conseil supérieur de l'Instruction publique. Au  Ier concile œcuménique du Vatican, Meignan suit Darboy et fait partie de la minorité (54 prélats) opposée à la proclamation du dogme de l'infaillibilité pontificale.
Il essaye aussi de faire valoir « l'immense travail de l'exégèse critique » et deviendra le protecteur d'Alfred Loisy.
Il reste peu de temps à Châlons puisqu'il est transféré à Arras le 20 septembre 1882. Puis il est élevé au siège métropolitain de Tours le 25 mars 1884. Pierre-Louis-Marie Cortet, évêque de Troyes, est son successeur au siège épiscopal d'Arras.
Meignan reçoit les éloges du ministre de l'instruction publique, des cultes et des beaux-arts, René Goblet, en 1885 à la chambre pour son attitude.
En 1890, il est un des présidents d'honneur, avec Eugène Goüin et Alfred Mame, du comité conservateur formé pour l'érection d'une statue à Jeanne d'Arc.
La pourpre romaine et le titre cardinalice de la Sainte-Trinité-des-Monts couronnent sa carrière lors du consistoire du 19 janvier 1893. Il meurt subitement à Tours trois ans après, jour pour jour, le 20 janvier 1896, et est inhumé dans la crypte de la basilique Saint-Martin.

## Succession apostolique
Guillaume Meignan a ordonné les évêques suivants :
- Cardinal Guillaume-Marie-Joseph Labouré (1885)
- Évêque André-Hubert Juteau (1889)
- Évêque Alfred-Casimir-Alexis Williez (1892)
- Cardinal François-Désiré Mathieu (1893)
- Archevêque René-François Renou (1893)
- Archevêque Louis-François Sueur (1894)

## Armes
D'azur à la colombe d'argent portant en son bec un rameau d'olivier de sinople.

## Distinctions
- Officier de la Légion d'honneur (25 juillet 1891)[7]
  -  Chevalier de la Légion d'honneur (14 juillet 1866)

## Publications
L'œuvre exégétique du cardinal Meignan est son titre le meilleur à la reconnaissance des catholiques. Elle comprend :
- Les Prophéties messianiques, Paris, 1856, in-8° de 638 p. ;
- La Crise religieuse en Angleterre, 1861 ;
- Un prêtre déporté en 1792. Jean-Baptiste-René Rabeau, oncle du cardinal, 1862 ;
- M. Renan et sa Vie de Jésus, 1863 ;
- La Crise protestante en Angleterre et en France, 1864 ;
- Les Évangiles et la critique au XIXe siècle, 1864, in-8° de 486 p. ;
- Le Monde et l'homme primitif selon la Bible, 1869, Meignan y développe une idéologie anti-darwinienne;
- Instructions et conseils aux familles chrétiennes, 1876 ;
- Les Prophéties des deux premiers livres des Rois, 1878, in-8° de 224 p. ;
- Léon XIII pacificateur, 1886 ;
- David, roi, psalmiste, prophète, 1889, in-8° de 486 p. ;
- Salomon, son règne, ses écrits, 1890, in-8° de 583 p. ;
- Les Prophètes d'Israël, 1894, in-8° de 579 p. ;
- L'Ancien Testament dans ses rapports avec le Nouveau, et la Critique moderne, de l'Eden à Moïse et de Moïse à David, 1894, 1895, 2 in-8 ;
- L'Irréligion systématique, 1897.